# Quercus ilicifolia
Quercus ilicifolia är en bokväxtart som beskrevs av Friedrich von Wangenheim. Quercus ilicifolia ingår i släktet ekar, och familjen bokväxter. Inga underarter finns listade.

## Bildgalleri

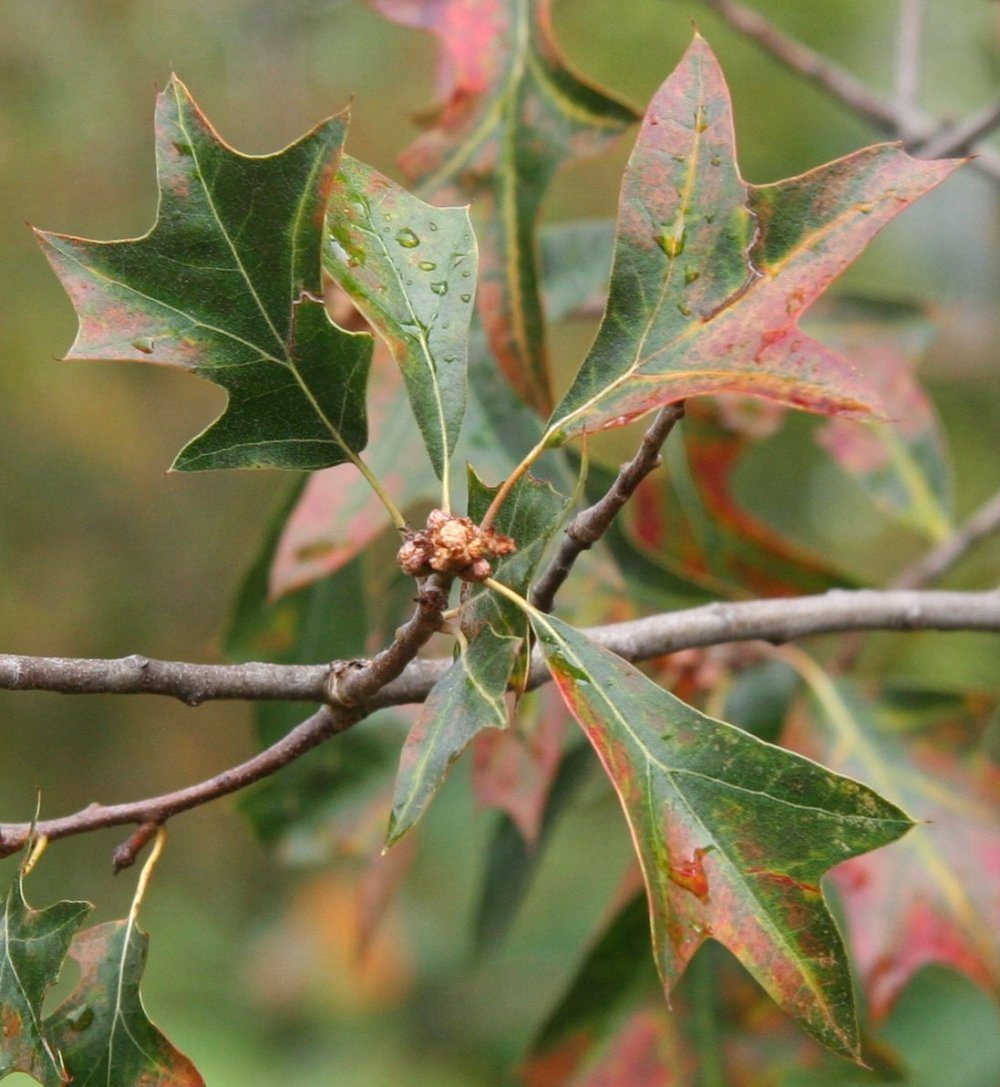
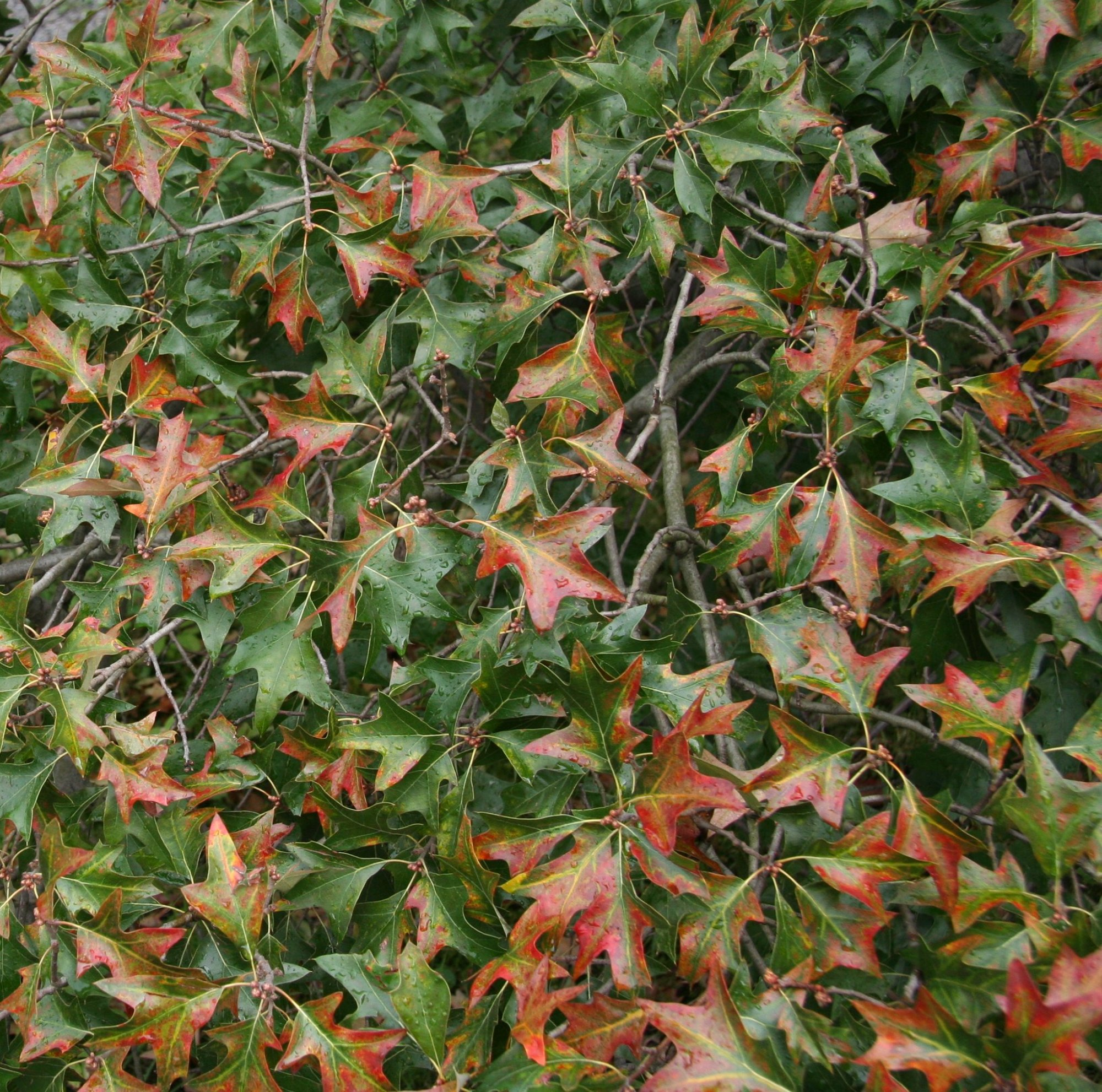
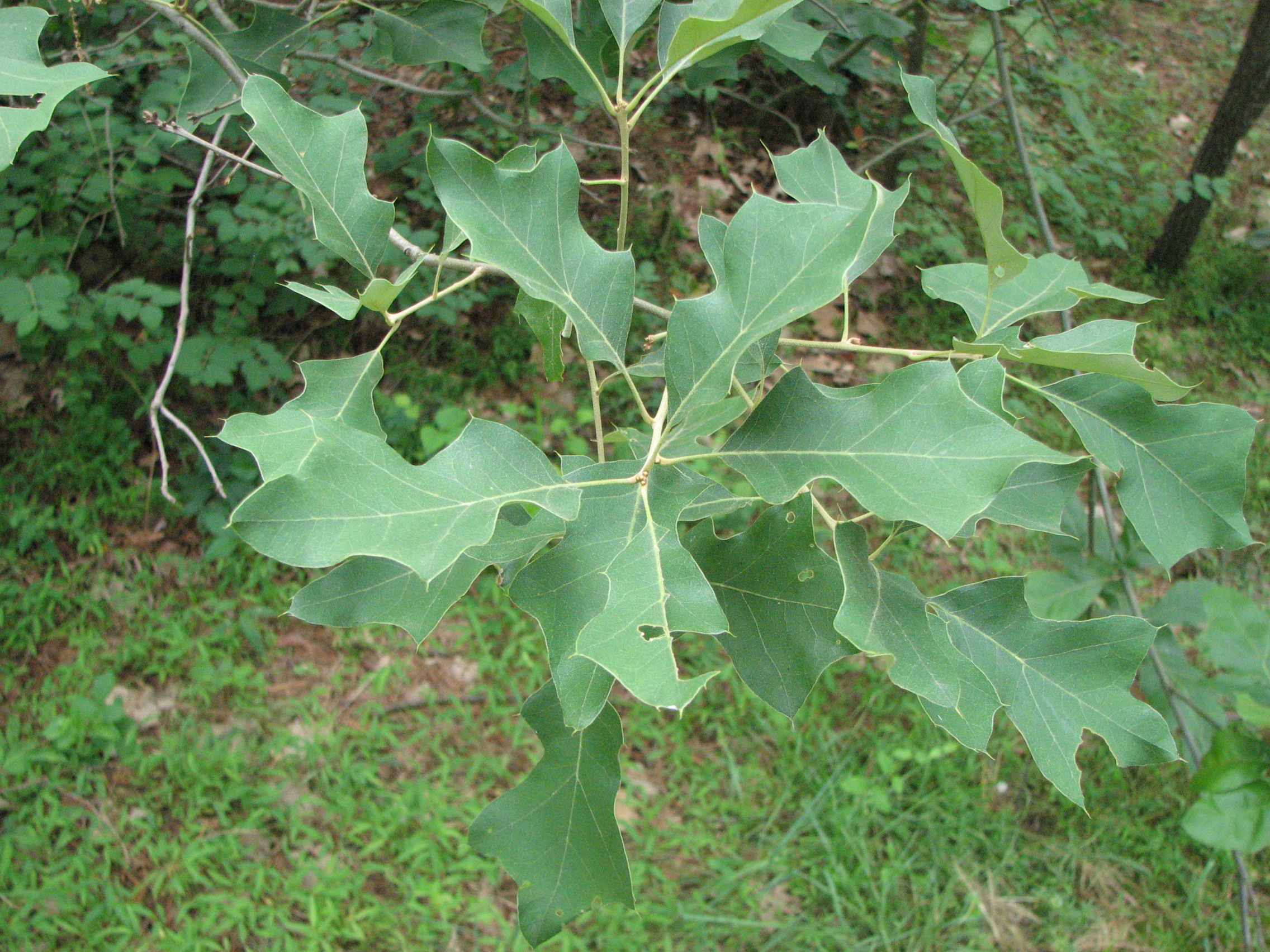
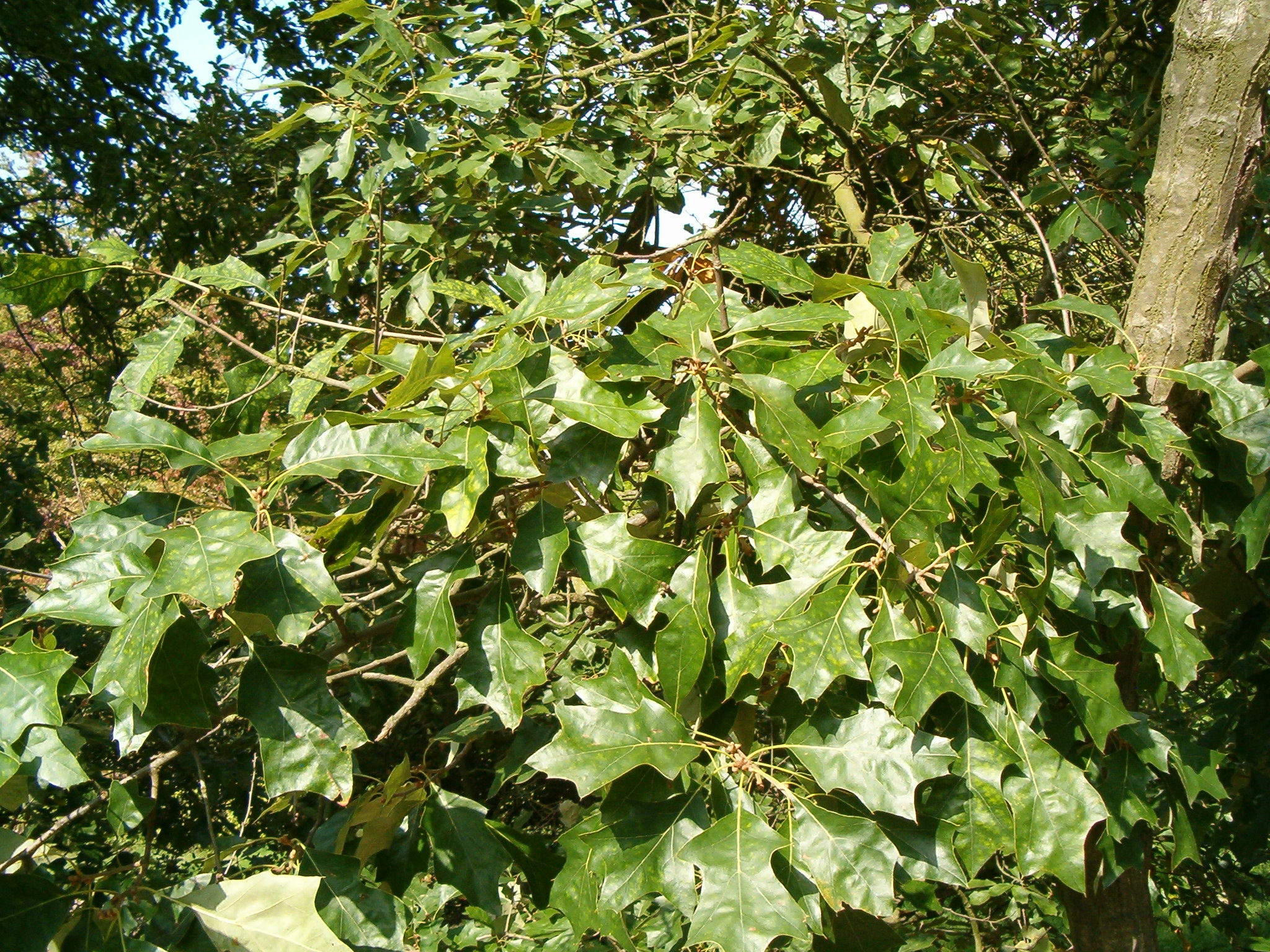
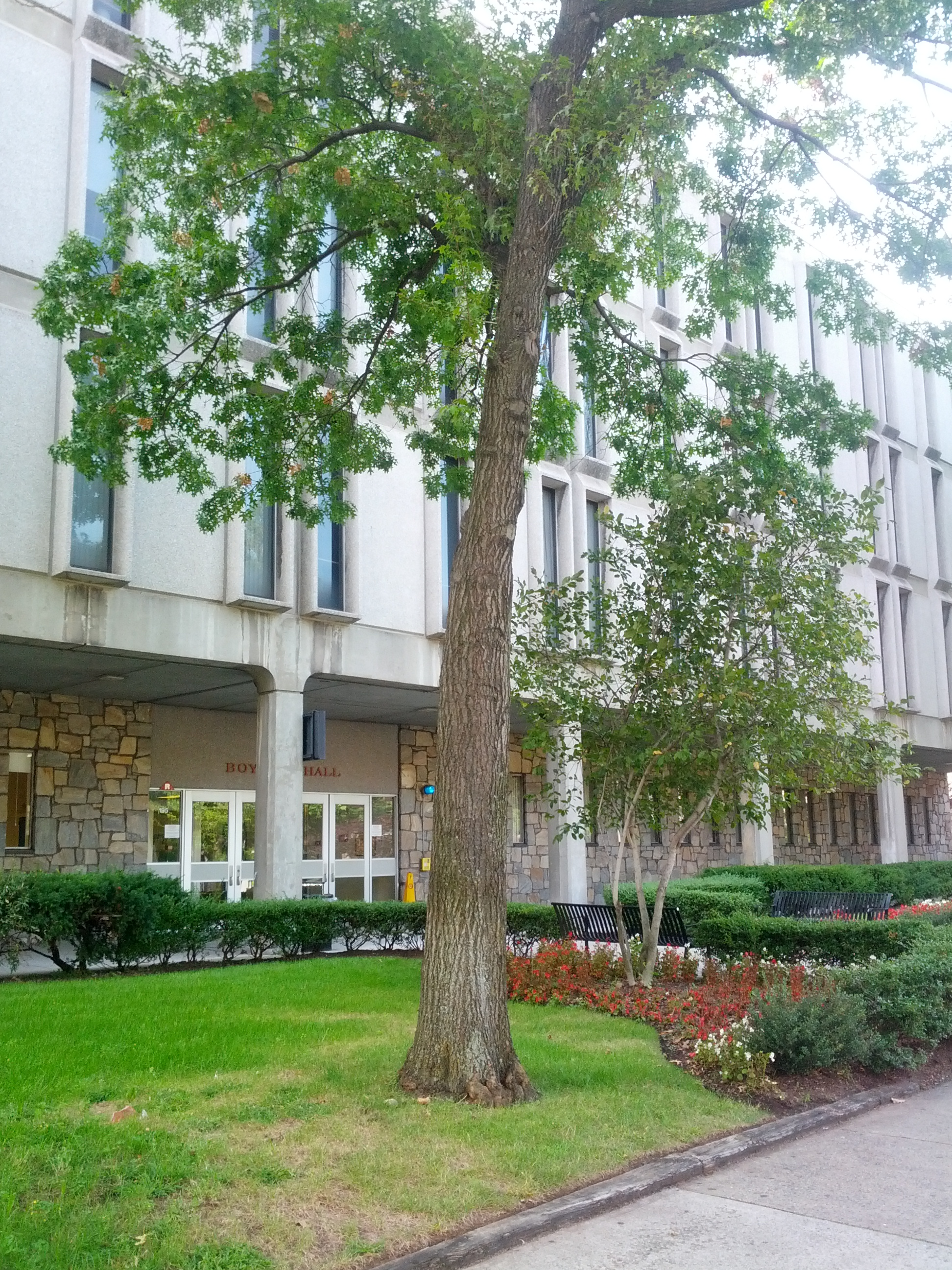
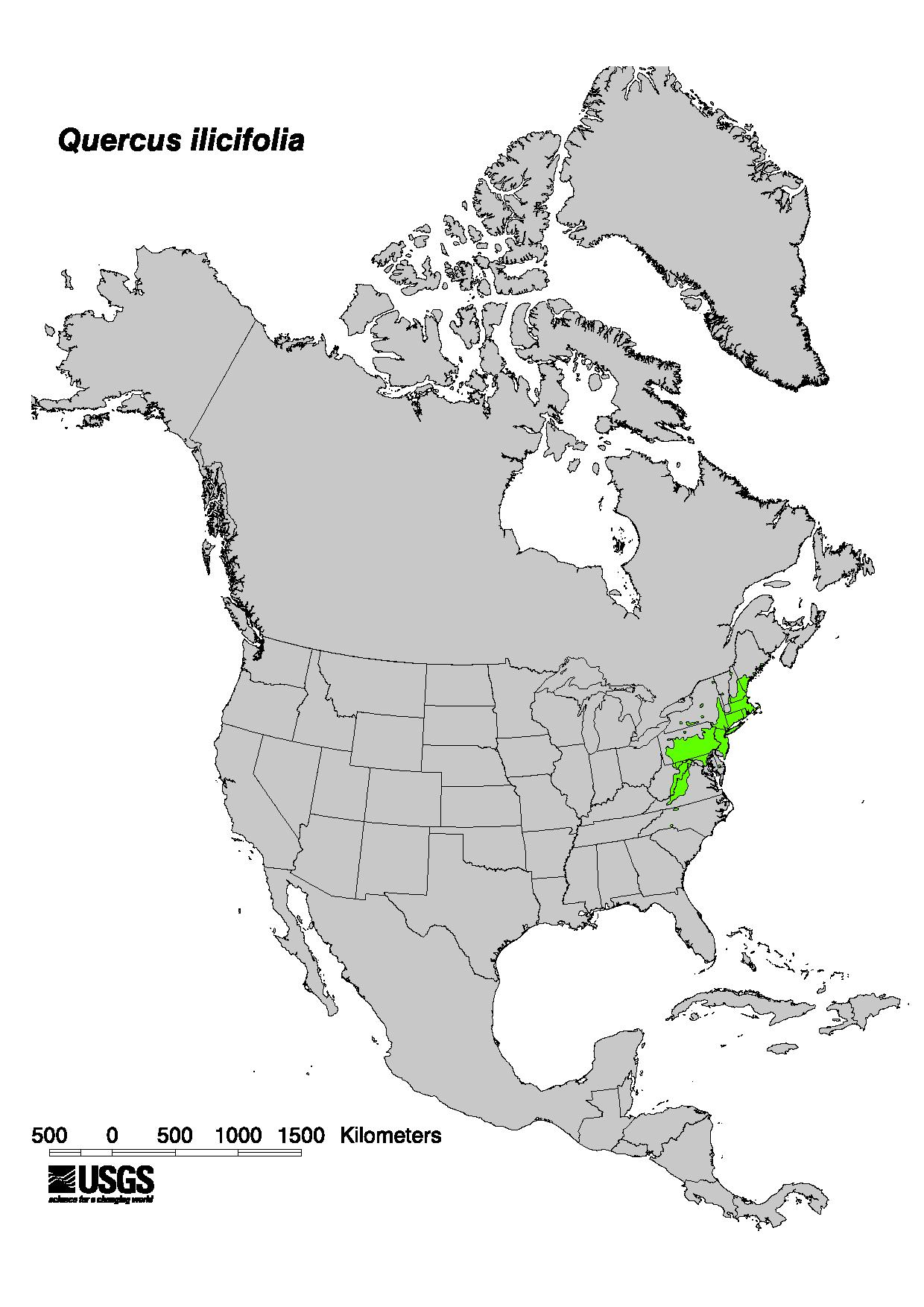